# La prova (racconto)
La prova o L'evidenza (Evidence) è un racconto fantascientifico del 1946 scritto da Isaac Asimov. Pubblicato per la prima volta nel settembre del 1946 sulla rivista Astounding Science Fiction, fa parte dell'antologia Io, Robot ed è stato incluso in varie altre raccolte di racconti di Asimov. Ha avuto numerosissime edizioni in lingua italiana, a partire dal 1963.

## Trama
Stephen Byerley è un avvocato, un procuratore di successo e un uomo contrario alla pena di morte. Corre per la candidatura a sindaco di New York, ma la macchina politica di Francis Quinn, un candidato suo avversario, complotta contro di lui, sostenendo che si tratta di un robot umanoide, fatto per ingannare la popolazione. Se questo fosse vero, il "Complesso di Frankenstein" e l'isteria delle masse rovinerebbero di sicuro la sua campagna elettorale, senza contare che un androide non può correre per la candidatura a un posto d'ufficio. Così Quinn si presenta alla US Robots and Mechanical Men Corporation per smascherare il presunto truffatore. Le prove a conferma del suo sospetto starebbero nel fatto che nessuno ha mai visto Byerley né mangiare né dormire.
Tutti i tentativi di dimostrare o confutare la non umanità di Byerley però falliscono. Visitando infatti gli uffici della US Robots, Byerley incontra la robo-psicologa Susan Calvin che gli offre una mela: l'avvocato addenta e manda giù. Anche il tentativo con una macchina fotografica a raggi X non funziona dato che Byerley indossa preventivamente un dispositivo che oscura le foto della suddetta camera. Attraverso tutte queste indagini, Byerley resta calmo e sorridente, sottolineando che lui sta solo difendendo i propri diritti civili, così come avrebbe fatto qualsiasi altro suo avversario politico. Questi però sostengono che un robot non ha i diritti civili, ma i colleghi di Byerley continuano a ripetere che bisognerà prima dimostrare che l'avvocato sia un robot per negargli quei diritti.
Una volta che tutti i mezzi fisici sono esauriti, Susan Calvin decide di ricorrere a quelli psicologici. Se Byerley è un robot, deve obbedire per forza alle tre leggi della robotica: se non lo facesse, sarebbe sicuramente un essere umano, dal momento che un robot non può contraddire la propria programmazione di base. Tuttavia, se Byerley obbedisse alle leggi, ancora non sarebbe dimostrabile che è un robot, dal momento che le leggi sono state modellate sulla moralità in generale.
La svolta sul caso avviene quando Byerley tiene un discorso e un disturbatore giunge sul palcoscenico chiedendogli di essere colpito in faccia per dimostrare che lui non ne è in grado, dato che è un robot. Byerley però non si trattiene e gli scaglia un poderoso pugno. Molte persone a quel punto si convincono dell'umanità del candidato così da fargli vincere le elezioni, senza ulteriori difficoltà.
Nella scena finale, Susan Calvin si trova a colloquio con Byerley e gli espone una sua versione dei fatti alternativa: Byerley potrebbe essere un robot che, per non violare la prima legge della robotica, durante il comizio ha colpito un altro robot creato dal suo stesso creatore. Detto ciò, si congeda dicendogli che voterà per lui alla successiva elezione.